# Zornia linearis
Zornia linearis är en ärtväxtart som beskrevs av Ernst Meyer. Zornia linearis ingår i släktet Zornia och familjen ärtväxter. Inga underarter finns listade i Catalogue of Life.